# Josef Wagner mladší
Josef Wagner (24. května 1938, Praha – 6. dubna 2016, Praha) byl malíř, grafik, architekt, pedagog, představitel současného českého malířství.

## Životopis
Narodil se 24. května 1938 v Praze. Pochází ze staré umělecké rodiny. Otec Josef Wagner (1901–1957) byl významným sochařem meziválečné a poválečné éry, sochařkou byla i matka Marie Wagnerová-Kulhánková (1906–1983), stejně jako bratr Jan Wagner (1941–2005).
Studoval na Vysoké škole uměleckoprůmyslové v Praze architekturu. Po absolutoriu se věnoval projektování obytné a zahradní architektury, fotografii a scénografii. Skoro 30 let se zabýval instalacemi výstav jako vedoucí Výstavního ústředí Svazu československých výtvarných umělců a jako spolupracovník Národní galerie v Praze. Na svých studijních cestách navštívil řadu evropských zemí, zvláště pak Francii, Itálii, Švýcarsko a Řecko. Žil a tvořil v Praze.

## Dílo
Začal malovat sám v roce 1957 a soustavně pak od roku 1963. Ve svých dílech se postupně zabýval tématy Prahy, zejména Holešovic a jejich přístavu. Ve druhé polovině 60. let se často objevují témata druhé světové války. Po okupaci v roce 1968 se obrací i k obecným tématům zátiší a krajin, objevují se dominující věže a jeřáby. Byly vytvořeny široce pojaté cykly Hlavy (Hlava učitele, Vyšetřovatele K., Vyšetřovatele L., Dezertéra či Vykonavatele policejních rozkazů), Lebky, Pocty či Bestiář (Dravá ryba, Chráněný ježek, Zakuklený chrobák, Drak). Po roce 1989 vytváří i obrazy a grafiky inspirované studijními cestami do Řecka, Itálie a Francie stejně díla reflektující současný svět v mytických motivech či symbolech moci. Jeho díla jsou zastoupena v řadě státních i soukromých sbírek, v České republice i v zahraničí.
Kromě asi 800 olejů je autorem řady kreseb a grafik (Grand Diploma for Graphic International Biennal Exhibition of Tuzla, 2004). Byl nositelem Ceny Česko-Bavorského uměleckého spolku (1994), Ceny Masarykovy akademie umění (1997) a Ceny Rudolfa II za uměleckou a kulturní činnost (1997).
Z řady výstav v ČR a v zahraničí (Francie, Řecko, Holandsko, Švýcarsko, USA, Německo) lze vyzvednout zejména: 172 obrazů a kreseb Josefa Wagnera, Art Center of Athens, Athény, Řecko (1988) a Joseph Wagner rétrospective de 1958–1997 Palais Bénédicte, Fécamp, Francie (1999).

### Katalogy výstav
- Josef Wagner, Obrazy, Kresby, Státní galerie výtvarného umění v Chebu, Alšova jihočeská galerie Hluboká nad Vltavou, Galerie Vysočiny Jihlava 1993,
- Josef Wagner – Kresby, Galerie výtvarného umění v Chebu, 2004-5,
- Josef Wagner – Obrazy a grafika ze soukromých sbírek, Zámecký Skleník Boskovice a Galerie města Trutnova 2005.
- Filmový dokument: Můj Parthenon jsou Holešovice, Česká televize 1997, režie Rudolf Adler